# Prasophyllum album
Prasophyllum album är en orkidéart som beskrevs av Richard Sanders Rogers. Prasophyllum album ingår i släktet Prasophyllum och familjen orkidéer. Inga underarter finns listade i Catalogue of Life.